# Antonin Lozès
Antonio Lozes, o Antonin Lozès, (Sant Sebastià, 19 de maig de 1905 - 1945) fou un futbolista francès, basc de naixement, de la dècada de 1930.
Fou 3 cops internacional amb la selecció francesa l'any 1930. Pel que fa a clubs, defensà els colors de Club Français, FC Sochaux-Montbéliard i FC Mulhouse a França.
 Prèviament havia jugat al Racing de Madrid.

## Palmarès
- Coupe Peugeot: 1930